# Arielulus aureocollaris
Arielulus aureocollaris  (Kock & Storch, 1996) è un pipistrello della famiglia dei Vespertilionidi diffuso in Indocina.

## Descrizione

### Dimensioni
Pipistrello di piccole dimensioni, con la lunghezza dell'avambraccio tra 47 e 51 mm, la lunghezza della coda tra 43 e 58 mm, la lunghezza delle orecchie tra 15 e 18 mm e un peso fino a 17 g.

### Aspetto
La pelliccia è lunga. Il colore generale del corpo è nero, con la punta dei peli della parte superiore giallo-brunastra o color rame, mentre quelli delle parti ventrali hanno la punta bianca o dorata. Una larga banda di peli color giallo-brunastro brillante o arancione si estende sotto il mento attraverso la gola fino a formare un distinto collare. Delle striature irregolari di peli giallo-brunastri si estendono sopra il capo. Il muso è grigio scuro. Le orecchie sono scure, carnose, larghe, triangolari e con la punta arrotondata. Il trago è moderatamente corto, allargato all'estremità e leggermente piegato in avanti. Le membrane alari sono grigio scuro. La coda è lunga ed inclusa completamente nell'ampio uropatagio. Il calcar è ben sviluppato. Il cranio è più ampio e robusto rispetto alle altre forme del genere.

## Distribuzione e habitat
Questa specie è diffusa nel Vietnam, Laos e Thailandia settentrionali.
Vive nelle foreste collinari, foreste primarie e leggermente disturbate vicino ai corsi d'acqua fino a 2.000 metri di altitudine.

## Conservazione
La IUCN Red List, considerato il vasto areale, la popolazione presumibilmente numerosa e la presenza in diverse aree protette, classifica A.aureocollaris come specie a rischio minimo (Least Concern)).